# Andrei Sidorenkov
Andrei Sidorenkov (født 12. februar 1984 i Sillamäe) er en estisk fodboldspiller, der senest spillede for JK Sillamäe Kalev i Estland. I dag er han kontraktløs. Han fik debut på Estlands fodboldlandshold i 2004.

## Karriere

### Estland
Sidorenkov fik sin senior debut i 2001 for klubben JK Narva Trans. Samme år skiftede han til JK Sillamäe Kalev hvor han nåede at spille 27 kampe og score 6 mål. I sæsonen 2002-03 spillede han for storklubben FC Flora Tallinn. Han var på kontrakt med JK Viljandi Tulevik og JK Tervis Pärnu i årene 2003 og 2004. I 2004 kom han igen til Flora Tallinn hvor han indtil sommeren 2008 spillede 112 kampe for klubben.

### SønderjyskE
I august 2008 skiftede han til den danske superligaklub SønderjyskE, efter at han tidligere på sommeren havde været til prøvetræning i klubben og SønderjyskE efterfølgende købte ham i Flora Tallinn. Debuten i Superligaen kom først 12. april 2009, da han tolv minutter før tid blev indskiftet i udekampen mod Brøndby IF på Brøndby Stadion. Dette blev den eneste ligakamp for Sidorenkov i Superligaen 2008-09. I sæsonerne 2009-10 og 2010-11 spillede Sidorenkov henholdsvis 23 og 30 ligakampe.
Efter tre år i SønderjyskE fik Andrei Sidorenkov ikke forlænget sin kontrakt og han forlod klubben i sommeren 2011.

### Viborg FF
Efter at Andrei Sidorenkov i juli 2011 havde forhandlet med Lyngby BK, underskrev han 13. september en kontrakt med 1. divisionsklubben Viborg FF. Aftalen var gældende for resten af 2011. Han fik debut for klubben 17. september, da han på udebane spillede hele kampen i 0-1 nederlaget til Randers FC. Sidorenkov nåede at spille 7 kampe i 1. division og én i DBU Pokalen for Viborg. Han sidste kamp blev på udebane mod FC Vestsjælland den 6. november 2011, hvor spilleren fik rødt kort i 1. halvleg. Dette gjorde at han havde karantæne i efterårssæsonens sidste kamp, og samme dag den blev spillet, meddelte Sidorenkov at han forlod Viborg FF på grund af at han ville spille på et højere niveau end den danske 1. division.

### FC Fredericia
Efter at Sidorenkov havde været uden kontrakt i knap to måneder, underskrev han 27. februar 2012 en kontrakt med 1. divisionsklubben FC Fredericia der var gældende indtil 30. juni 2013. I oktober 2012 meddelte klubbens direktør Stig Pedersen, at man var blevet enige med Sidorenkov om at lade kontrakten udløbe allerede pr. 31. december 2012, da den estiske spiller ønskede at prøve sig af i en anden klub.

### Landshold
Andrei Sidorenkov fik debut på Estlands fodboldlandshold i 2004. Den 12. oktober 2010 scorede han et selvmål i EM-kvalifikationskampen på hjemmekampen i Tallinn mod Slovenien. Dette blev kampen eneste mål. I marts 2012 stod han noteret for 21 landskampe.